# 若城希伊子
若城 希伊子（わかしろ きいこ、1927年4月4日 - 1998年12月22日）は、日本の作家、評論家、脚本家、翻訳家。

## 略歴
東京都渋谷区生まれ。日本女子大学卒、慶應義塾大学文学部国文科卒、折口信夫に学んだ。
脚本家として活動するほか、映画ノベライズを翻訳。
1971年ラジオドラマ「青磁の色は空の色」で芸術祭優秀賞受賞。以後小説、ノンフィクション、評論などを刊行、最初の単行本『十五歳の絶唱』はロングセラーとなった。
1978年『ガラシャにつづく人々』で第79回直木賞候補、1983年『小さな島の明治維新』で第2回新田次郎文学賞受賞。

## 著書
- 『十五歳の絶唱 骨肉腫で亡くなった川畑朋子さんの記録』（秋元文庫） 1975、のち秋元ジュニア文庫 1982、のち改題『十五歳の絶唱：骨肉腫で逝った川畑朋子さんの感動の記録』（秋元新書） 1983
- 『小説 オードリー・ヘプバーン』（秋元文庫） 1977
- 『ガラシャにつづく人々』（女子パウロ会） 1978
- 『ともに生きる 福祉のこころを求めて』（日本基督教団出版局） 1978
- 『源氏物語の女』（日本放送出版協会） 1979
- 『十五歳の絶唱ノート』（秋元文庫） 1980
- 『近代を彩った女たち』（ティビーエス・ブリタニカ） 1981
- 『小さな島の明治維新 ドミンゴ松次郎の旅』（新潮社） 1982
- 『十五歳のきらめきの中で 恵美子絶唱』（秋元新書） 1983、のち改題『十五歳のきらめきの中で』（秋元文庫） 1985)
- 『日本人の福祉 “やわらかい心"を求めて』（日本放送出版協会、NHKブックス） 1984
- 『愛・十五歳の絶唱』（秋元文庫） 1986
- 『政宗の娘』（新潮社） 1987
- 『空よりの声 私の川口松太郎』（文藝春秋） 1988
- 『光源氏の世界』（朝日文庫） 1990
- 『光源氏の舞台』（若城誠一写真、朝日新聞社） 1992
- 『源氏物語との対話 やはらかなるなむよき』（東京書籍・選書） 1992

## 翻訳
- 『芽ばえ』（ズルリーニ、秋元書房） 1958、のち秋元文庫 1973
- 『朝な夕なに』（フルダレック、秋元書房） 1958、のち秋元文庫 1973
- 『オーケストラの少女』（クラーリイ、秋元書房） 1958
- 『三月生れ』（ピエトランジェリ、秋元書房） 1959、のち秋元文庫 1973
- 『めざめ』（ペータースゾン、秋元書房） 1959
- 『みんなが恋してる』（カンパニーレ, フランチオサ、秋元書房） 1959